# А6 (Румъния)
Румънската автомагистрала A6 (на румънски: Autostrada A6) е планирана магистрала, която трябва да свърже автомагистрала А1 при град Лугож с Калафат и моста Нова Европа на българската граница. Понастоящем от автомагистралата е построен само част от обхода на Лугож с дължина от около 11 km. Не е ясно кога ще бъдат построена останалата част.
Автомагистрала A6 в Румъния е част от пан-европейски коридор ІV. От българска страна се предвижда изграждането на скоростен път Ботевград-Видин, който да прави връзка с автомагистрала Хемус.